# RÚV
Национальное радио Исландии (исл. Ríkisútvarpið, сокращённо RÚV) — публичное общество на паях, осуществляющее в Исландии теле- и радиовещание, до 9 октября 1986 года (до начала вещания по телепрограмме «Stöð 2») обладала монополией на него.

## История
Создана в 1930 году и в том же году запустила на длинных волнах одноимённую радиостанцию. 30 сентября 1966 года RUV на метровых волнах запустила телеканал RUV Sjónvarpið. В 1976 году RUV Sjónvarpið стал вещать в стандарте PAL. В 1983 года исландскоязычное радиовещание в Исландии стало двухпрограммным — RUV на длинных волнах на общей частоте с радиостанцией Rás 1, а также на ультракоротких волнах запустила радиостанцию RÚV Rás 2, радиостанция RÚV стала называться RÚV Rás 1. 2 февраля 2016 году прекратил вещание дубль RUV Sjónvarpið в стандарте PAL.

## Телеканалы и радиостанции

### Общенациональные телеканалы общей тематики
- RÚV[англ.] (или Sjónvarpið)
  - Fréttir (исл. «Новости») — информационная программа

Доступен через эфирное (цифровое (DVB-T) на ДМВ, ранее — аналоговое (PAL) на МВ) (в большинстве населённых пунктов Исландии на 1-м телеканале), кабельное, спутниковое телевидение (в большинстве стран Европы) и IPTV.

### Общенациональные радиостанции общей тематики
- RÚV Rás 1 — общая
  - Fréttir — информационная программа
- RÚV Rás 2 — музыка
  - Fréttir — информационная программа

Доступны через эфирное радиовещание (аналоговое на УКВ (УКВ CCIR) и ДВ (обе радиостанции на одной частоте) в большинстве населённых пунктов Исландии, а также через Интернет.

## Руководство и финансирование
Деятельность RUV регулируется телерадиовещательным законом (Útvarpslög). Высший орган — правление РУВ (Stjórn RÚV), высшее должностное лицо — директор по вещанию (Útvarpsstjóri), назначается Министерством народного просвещения Исландской Республики. Финансируется за счёт ассигнований правительства Исландии, 2007 года — преимущественно от средств со сбора абонемента. С 1956 года является членом Европейского союза радиовещания.